# Mediagranskning i Sverige
Mediagranskning i Sverige sker av myndigheter, olika organ och i viss utsträckning medierna själva.

## Vetenskaplig forskning
- Institutet för mediestudier verkar, med forskningen som verktyg, för en välgrundad diskussion i samhället om hur medierna sköter sin grundläggande uppgift: att på medborgarnas uppdrag granska makten och skildra verkligheten.

## Myndigheter
- Granskningsnämnden, bevakar efterlevnaden av regler och bestämmelser som finns för tv och radio, men endast ett fåtal av de anmälningar som inkommer prövas av nämnden och det är bara sändningar som granskas. SVT:s och SR:s nyhetssajter granskas varken av Granskningsnämnden eller Pressombudsmannen.[1] Deras nyhetsajter står, ända sedan de startades, utanför befintliga medieetiska kontrollsystem.[2]

## Organ
- Allmänhetens medieombudsman (MO) och Mediernas Etiknämnd (MEN) behandlar anmälningar om överträdelse av de 17 publicitetsreglerna. De utgör tillsammans det frivilliga och självsanerande pressetiska systemet i Sverige. Systemet fininasieras av Tidningsutgivarna, Sveriges Tidskrifter, SVT, SR, UR, TV4, Publicistklubben och Svenska Journalistförbundet. MO och MEN hette fram till 2020 Pressombudsmannen respektive Pressens opinionsnämnd.[3]
- Journalistförbundets yrkesetiska nämnd (YEN), bevakar efterlevnaden av de 13 journalistiska yrkesreglerna som varje journalist i Sverige förväntas följa vid utövandet av sitt yrke.
- Reklamombudsmannen och Reklamombudsmannens opinionsnämnd, en stiftelse som tar emot anmälningar mot bristande reklamidentifiering (till exempel textreklam)
  - Konsumentverket kan till Marknadsdomstolen anmäla ärenden som har fällts i Reklamombudsmannens opinionsnämnd för bristande reklamidentifiering, men Konsumentverket kunde 2015 inte uppvisa något fall där det har hänt de senaste åren.[4]
- Presstödsnämnden, kontrollerar att de publiceringar som uppbär det statliga bidraget presstöd lever upp till kraven. Nämnden har även agerat när tidningar har kopierat innehåll från andra tidningar.[5]

## Mediegranskande verksamheter i medierna
Mediegranskningen av medier är svag och det är ovanligt att tidningar kritiserar varandras nyhetsarbete.
Flera svenska journalister har beskrivit svårigheter med att granska svenska medier, att svenska journalister är känsliga för kritik, eller att medier har svårt att medge fel. Det kan finnas en rädsla för att granska andra journalister. Lisa Bjurwald sade 2021 att "Svenska journalisters fraterniserande med makten är ett verkligt demokratiproblem."
Det är vanligt att alternativmedier kritiserar etablerade medier och journalistkåren. Etablerade medier är i sin tur kritiska mot alternativmedier.
Johan Cedersjö vid radioprogrammet Medierna sade i november 2021 att under hans år i programmet hade inställningen bland de som granskades ändrats från en ganska fientlig inställning och att alla större etablerade medier idag förstod att de behövde göra sig tillgängliga och förklara sina publicistiska beslut. Jörgen Huitfeldt sade (2021) att "Det har alltid fascinerat mig att [mediechefer] har betett sig så oerhört märkligt när man har sökt dem för kritisk granskning. Samma personer som håller brandtal om att alla ska vara tillgängliga för dem och för medierna, de gör alla fel i boken."
Nedan är en lista med program och verksamheter som inriktar sig på att granska eller kritisera medier.

### Nuvarande verksamheter
- Medierna, radioprogram i Sveriges Radio P1 med start 3 februari 2007
- Viralgranskaren, (med start 13 mars 2014) en avdelning i tidningen Metro som granskar och analyserar nyheter och internetfenomen som blir virala.[uppföljning saknas]

Tidningar som Resumé, Dagens Media och Medievärlden, begränsas i viss del av ägarkoncentration då alla ägs av Bonnierkoncernen.

### Tidigare verksamheter
- Vår grundade mening (1981−2007), radioprogram i Sveriges Radio P1 ersattes av Medierna och Publicerat.
- Läsarombudsmän, tittarombudsmän och lyssnarombudsmän till vilka publiken kunde vända sig med beröm, kritik och synpunkter. Systemet var vanligt i början av 00-talet både i Sverige och utomlands. Lilian Öhrström var läsarombudsman på Dagens Nyheter och Claes Elfsberg var tittarombudsman på Sveriges Television (1 januari 2005 till 31 december 2007). Öhrström vid DN granskade även enskilda publiceringar. Elfsbergs roll begränsades av en maktkamp inom SVT mellan VD och programdirektören, där den senare inte ville släppa fram tittarombudsmannen i programverksamheten och där framföra kritik mot de program som han var ansvarig för.[14]

- Publicerat (2007−2013), radioprogram i Sveriges Radio P1
- Mediemagasinet (2000−2006), TV-program i Sveriges Television med mål att granska massmedias roll i Sverige och världen. SVT hade (år 2018[13][15]) sedan programmet lades ned inte haft något mediegranskande program. Vissa debattörer har lyft att det tycker det är konstigt att SVT inte har ett mediegranskande program.[13]

- Second Opinion, webbaserad nyhetstjänst avsett att komplettera, fördjupa och granska nyheter från andra medier
- SVT:s Agendas faktakoll där påståenden av medverkanden i programmet granskades i efterhand. Satsningen varade bara i några program.
- Svenska Dagbladets blogg Faktakollen som 2010−2012 delade ut rött, gult och grönt ljus till påståenden.[16]
- Sveriges Television hade 2015 en mediereporter som rapporterade för Kulturnyheterna och på webben,[15] men som i september 2015 meddelande att hon slutade på SVT.[17]
- Faktakollen hos Nyheter 24[18] Faktakollen publicerade 10 artklar i februari 2017 och 1 artikel i december 2017.[19]
- Faktiskt (april 2018−31 december 2018), faktakoll och ett samarbete mellan Sveriges Television, Sveriges Radio, Svenska Dagbladet, Dagens Nyheter och KIT. [20] Verksamheten finansierades delvis genom statliga Vinnova.[21]

## Böcker
- Mediernas svarta bok (2001) av Maria-Pia Boëthius, i vilken Boëthius menar att medierna är en samhällelig maktfaktor som aldrig tvekar att utkräva ansvar av alla andra men som själv systematiskt smiter undan också efter de mest flagranta övertramp.[22]
- En halv sanning är också en lögn (2013) av Hanne Kjöller
- Inte lögn, inte sant (2020) av Staffan Dopping och Stig-Björn Ljunggren
- Revolutionens första offer (2023) av Lina Makboul om svenska mediers rapportering under metoo

## Övriga verksamheter och mekanismer
- Publicistklubben arrangerar debatter ungefär en gång i månaden i Stockholm. Då uppmärksammas oftast aktuella frågor som berör mediernas verksamhet och förutsättningar, till exempel pressetik, aktuella branschfrågor och mediernas roll och ansvar som samhällsbevakare. Stockholmskretsens debatter sänds sedan 2008 på webben.
- Årets förvillare, en negativ utmärkelse som årligen delas ut av Föreningen Vetenskap och Folkbildning. Utmärkelsen är inte uttalat inriktad mot medier, men mellan starten 1987 och 2015 har 10 av 29 utmärkelser tilldelats mediarelaterad verksamhet.
- Podcasten Mediespanarna startade 2011, med medieforskarna Erik Lindenius och Jesper Enbom vid Umeå universitet.[23]
- Användare av sociala medier granskar ibland medier. Det finns även bloggar som Vassa eggen, Mediebruset, I allmänhetens tjänst och Mediegranskaren med inriktning på att analysera, granska och kritisera medier.
- Poddar som Mediepodden (2018–) och Kvartals Den svenska modellen (2019–2021). Branschorganisationen Utgivarnas podcast Utgivarpodden (i samarbete med Medievärlden) men är mer resonerande än granskande.[13]

## Fotnoter